# Miami Open 2015
Il Miami Open 2015 è stato un torneo di tennis che si è giocato su campi in cemento. È stata la 31ª edizione del Miami Masters, che fa parte della categoria ATP World Tour Masters 1000 nell'ambito dell'ATP World Tour 2015, e della categoria Premier Mandatory nell'ambito del WTA Tour 2015. Sia il torneo maschile sia quello femminile si sono tenuti al Tennis Center at Crandon Park di Key Biscayne, vicino a Miami, dal 24 marzo al 4 aprile 2015.

## Partecipanti ATP

### Teste di serie
| Nazionalità | Giocatore              | Ranking | Testa di serie* |
| ----------- | ---------------------- | ------- | --------------- |
| Serbia      | Novak Đoković          | 1       | 1               |
| Spagna      | Rafael Nadal           | 3       | 2               |
| Regno Unito | Andy Murray            | 4       | 3               |
| Giappone    | Kei Nishikori          | 5       | 4               |
| Canada      | Milos Raonic           | 6       | 5               |
| Spagna      | David Ferrer           | 7       | 6               |
| Svizzera    | Stan Wawrinka          | 8       | 7               |
| Rep. Ceca   | Tomáš Berdych          | 9       | 8               |
| Bulgaria    | Grigor Dimitrov        | 11      | 9               |
| Spagna      | Feliciano López        | 12      | 10              |
| Francia     | Jo-Wilfried Tsonga     | 13      | 11              |
| Francia     | Gilles Simon           | 14      | 12              |
| Spagna      | Roberto Bautista Agut  | 15      | 13              |
| Lettonia    | Ernests Gulbis         | 16      | 14              |
| Sudafrica   | Kevin Anderson         | 17      | 15              |
| Spagna      | Tommy Robredo          | 18      | 16              |
| Francia     | Gaël Monfils           | 19      | 17              |
| Belgio      | David Goffin           | 20      | 18              |
| Uruguay     | Pablo Cuevas           | 21      | 19              |
| Croazia     | Ivo Karlović           | 22      | 20              |
| Italia      | Fabio Fognini          | 23      | 21              |
| Stati Uniti | John Isner             | 24      | 22              |
| Spagna      | Guillermo García López | 25      | 23              |
| Argentina   | Leonardo Mayer         | 27      | 24              |
| Australia   | Bernard Tomić          | 29      | 25              |
| Rep. Ceca   | Lukáš Rosol            | 30      | 26              |
| Colombia    | Santiago Giraldo       | 31      | 27              |
| Francia     | Adrian Mannarino       | 32      | 28              |
| Spagna      | Fernando Verdasco      | 34      | 29              |
| Francia     | Julien Benneteau       | 35      | 30              |
| Lussemburgo | Gilles Müller          | 36      | 31              |
| Francia     | Jérémy Chardy          | 38      | 32              |

* Ranking al 17 marzo 2015.

### Altri partecipanti
I seguenti giocatori hanno ricevuto una wild-card per il tabellone principale:
- Chung Hyeon
- Kyle Edmund
- Ryan Harrison
- Andrej Rublëv

I seguenti giocatori sono passati dalle qualificazioni:

- Alexander Zverev
- Michael Berrer
- Alejandro Falla
- Steve Darcis
- Damir Džumhur
- James Duckworth
- Austin Krajicek
- Robin Haase
- Adrián Menéndez Maceiras
- Édouard Roger-Vasselin
- Ruben Bemelmans
- Filip Krajinović

## Partecipanti WTA

### Teste di serie
| Giocatrice  | Nazionalità                | Testa di serie | Ranking* |
| ----------- | -------------------------- | -------------- | -------- |
| Stati Uniti | Serena Williams            | 1              | 1        |
| Russia      | Marija Šarapova            | 2              | 2        |
| Romania     | Simona Halep               | 3              | 3        |
| Danimarca   | Caroline Wozniacki         | 5              | 4        |
| Serbia      | Ana Ivanović               | 6              | 5        |
| Canada      | Eugenie Bouchard           | 7              | 6        |
| Polonia     | Agnieszka Radwańska        | 8              | 7        |
| Russia      | Ekaterina Makarova         | 9              | 8        |
| Germania    | Andrea Petković            | 10             | 9        |
| Rep. Ceca   | Lucie Šafářová             | 11             | 10       |
| Italia      | Sara Errani                | 12             | 11       |
| Spagna      | Carla Suárez Navarro       | 13             | 12       |
| Germania    | Angelique Kerber           | 14             | 13       |
| Rep. Ceca   | Karolína Plíšková          | 15             | 14       |
| Italia      | Flavia Pennetta            | 16             | 15       |
| Stati Uniti | Venus Williams             | 17             | 16       |
| Stati Uniti | Madison Keys               | 18             | 17       |
| Cina        | Peng Shuai                 | 19             | 18       |
| Rep. Ceca   | Barbora Záhlavová-Strýcová | 20             | 19       |
| Serbia      | Jelena Janković            | 21             | 20       |
| Spagna      | Garbiñe Muguruza           | 22             | 21       |
| Francia     | Alizé Cornet               | 24             | 22       |
| Australia   | Samantha Stosur            | 25             | 23       |
| Russia      | Svetlana Kuznecova         | 27             | 24       |
| Francia     | Caroline Garcia            | 28             | 25       |
| Ucraina     | Elina Svitolina            | 29             | 26       |
| Germania    | Sabine Lisicki             | 30             | 27       |
| Stati Uniti | Varvara Lepchenko          | 31             | 28       |
| Kazakistan  | Zarina Dijas               | 32             | 29       |
| Italia      | Camila Giorgi              | 33             | 30       |
| Romania     | Irina-Camelia Begu         | 34             | 31       |
| Australia   | Casey Dellacqua            | 35             | 32       |

* Ranking al 3 marzo 2015.

### Altre partecipanti
Le seguenti giocatrici hanno ricevuto una wild-card per il tabellone principale:
- Paula Badosa
- CiCi Bellis
- Sorana Cîrstea
- Indy de Vroome
- Nicole Vaidišová
- Natal'ja Vichljanceva

Le seguenti giocatrici sono entrate nel tabellone principale passando dalle qualificazioni:

- Stefanie Vögele
- Alexandra Dulgheru
- Kateryna Kozlova
- Urszula Radwańska
- Marina Eraković
- Tatjana Maria
- Alison Van Uytvanck
- Tímea Babos
- Sesil Karatančeva
- Irina Falconi
- Evgenija Rodina
- Pauline Parmentier

La seguente giocatrice è entrata nel tabellone principale come Lucky loser:
- Zheng Saisai

## Punti
| Torneo              | V    | F   | SF  | QF  | 4T  | 3T | 2T   | 1T   | Q    | Q2   | Q1   |
| Singolare maschile  | 1000 | 600 | 360 | 180 | 90  | 45 | 25*  | 10   | 16   | 8    | 0    |
| Doppio maschile     | 1000 | 600 | 360 | 180 | 90  | 0  | N.D. | N.D. | N.D. | N.D. | N.D. |
| Singolare femminile | 1000 | 650 | 390 | 215 | 120 | 65 | 35*  | 10   | 30   | 20   | 2    |
| Doppio femminile    | 1000 | 650 | 390 | 215 | 120 | 10 | N.D. | N.D. | N.D. | N.D. | N.D. |

## Montepremi
Il montepremi complessivo è di 11 076 510 $.
| Torneo              | V         | F         | SF        | QF       | 4T       | 3T       | 2T       | 1T     | Q2     | Q1     |
| Singolare maschile  | 787 000 $ | 384 065 $ | 192 485 $ | 98 130 $ | 51 730 $ | 27 685 $ | 14 945 $ | 9165 $ | 2730 $ | 1395 $ |
| Singolare femminile | 787 000 $ | 384 065 $ | 192 485 $ | 98 130 $ | 51 730 $ | 27 685 $ | 14 945 $ | 9165 $ | 2730 $ | 1395 $ |
| Doppio maschile     | 257 860 $ | 125 850 $ | 63 070 $  | 32 140 $ | 16 950 $ | 9070 $   | N.D.     | N.D.   | N.D.   | N.D.   |
| Doppio femminile    | 257 860 $ | 125 850 $ | 63 070 $  | 32 140 $ | 16 950 $ | 9070 $   | N.D.     | N.D.   | N.D.   | N.D.   |

## Campioni

### Singolare maschile
Novak Đoković ha sconfitto in finale  Andy Murray per 7–6(3), 4-6, 6-0.
- È il cinquantunesimo titolo in carriera per Djokovic, il terzo del 2015 e il suo quinto trionfo a Miami.

### Singolare femminile
Serena Williams ha sconfitto in finale  Carla Suárez Navarro per 6-2, 6-0.
- È il sessantaseiesimo titolo in carriera per la Williams, il secondo del 2015 e il suo ottavo trionfo a Miami.

### Doppio maschile
Bob Bryan /  Mike Bryan hanno sconfitto in finale  Vasek Pospisil /  Jack Sock per 6–3, 1–6, [10–8].

### Doppio femminile
Martina Hingis /  Sania Mirza hanno sconfitto in finale  Ekaterina Makarova /  Elena Vesnina per 7–5, 6–1.